# Галерея Пересветов переулок
Галерея "Пересветов переулок" — государственная галерея современного искусства в Москве, основанная в 1986 году как «Выставочный зал Пролетарского района». Является одной из первых официальных институций в СССР, предоставивших пространство для экспонирования неофициального и концептуального искусства.

## История

### Конец 1980-х — начало 1990-х
Галерея открылась в 1986 году как «Выставочный зал Пролетарского района» и сразу стала местом проведения выставок Клуба авангардистов (КЛАВА), под кураторством Иосифа Бакштейна. Среди участников — Матросов, Елагина, Макаревич, Гундлах, Монастырский, Нахова, Пригов, Рубинштейн. В 1987–1988 годах здесь прошли выставки «Творческая атмосфера и художественный процесс», «Клуб авангардистов — 88» и «Перспективы концептуализма», одни из первых институциональных проявлений московского концептуализма.
Позднее галерея принимала выставки арт-группы «Искусство или смерть» (Авдей Тер-Оганьян, Валерий Кошляков, Юрий Шабельников), концерты «Среднерусской возвышенности» и акции Ордена куртуазных маньеристов.
В 1990 году состоялась двойная выставка Конрада Аткинсона и Андрея Монастырского, организованная при поддержке Британского Совета.

### С 2014 года и далее
С 2014 года галерея входит в сеть «Объединение Выставочных Залов Москвы», с арт‑дирекцией Ларисы Гринберг (2014–2016), затем Елизаветы Плавинской и Ивана Лунгина. В 2010-х — сотрудничество с Институтом современного искусства Бакштейна, Школой Родченко и мастерской Авдея Тер-Оганьяна.

## Современная деятельность
Галерея «Пересветов переулок» продолжает функционировать как государственная платформа для актуального искусства, совмещая выставочную, образовательную и исследовательскую деятельность. В центре внимания — работа с молодыми художниками, междисциплинарными практиками и локальным контекстом. Галерея развивает программы художественного образования.
В рамках исследовательской и кураторской работы галерея реализует проекты, направленные на осмысление локальной идентичности, взаимодействие с жителями района и изучение городской среды. Среди значимых выставочных проектов последних лет — «Автозавод. Город в городе» (2024), посвящённый индустриальному и социокультурному наследию района Симоновской слободы.В 2023–2025 годах состоялись крупные проекты «Архив П» (январь–февраль 2025) и «Разбор архива» (сентябрь 2020), раскрывающие историю галереи и её роль в позднесоветской культуре. В практике институции устойчиво присутствуют интерактивные и инклюзивные форматы, включая open call для молодых художников и кураторов. С 2019 года при галерее действует магазин современной графики «Сажа», популяризирующий идею доступного коллекционирования современного искусства.

## Значение
Галерея считается ключевым звеном в легализации неофициального искусства в позднесоветский период и примером поддержки экспериментальной художнической среды в России. До 1986 года подобные практики чаще всего оставались вне рамок легальных выставочных пространств и проходили в частных квартирах, мастерских или на выездных неформальных акциях. Открытие галереи (тогда — Выставочного зала Пролетарского района) стало ключевым шагом к институционализации московского концептуализма. Выставки КЛАВЫ 1987–1988 годов («Творческая атмосфера и художественный процесс», «Клуб авангардистов — 88», «Перспективы концептуализма» и др.) стали одним из первых случаев, когда концептуальное искусство получило доступ к официальному выставочному пространству в Москве. Позже в галерее проходили выставки художников, сформировавших ядро постсоветской художественной сцены 1990-х: Александра Горматюка, Валерия Кошлякова, Владимира Дубосарского, Авдея Тер-Оганьяна, а также участников групп «Инспекция «Медицинская герменевтика», «Искусство или смерть», «Мухоморы». Также в 1990 году в галерее была проведена двойная выставка британского художника Конрада Аткинсона и Андрея Монастырского — важный пример международного диалога в условиях позднесоветского контекста, поддержанный Британским Советом. Сегодня архив галереи частично оцифрован и доступен через Russian Art Archive Network (RAAN), в том числе за счёт сотрудничества с Музеем «Гараж». В числе материалов — афиши, каталоги, фотографии выставок и устные истории от художников и кураторов, принимавших участие в становлении галереи. Галерея неоднократно упоминается в научных и кураторских текстах о московском концептуализме — в том числе в работах Иосифа Бакштейна, в книге «Московский концептуализм. Основные тексты» (ред. М. Ковалевский), а также в программах Музея современного искусства «Гараж» и Школы Родченко. 